# Mourera alcicornis
Mourera alcicornis là một loài thực vật có hoa trong họ Podostemaceae. Loài này được (Tul.) P. Royen mô tả khoa học đầu tiên năm 1953.